# 동성애에 대한 사회적 태도

퓨 연구센터의 2019년 조사 - 사회별 동성애 포용도
0–10%
11–20%
21–30%
31–40%
41–50%
51–60%
61–70%
71–80%
81–90%
91–100%
No data

동성애에 대한 사회적 태도는 동성애의 성적 지향뿐만 아니라 일반적인 사회 관계 속에서 나타나는 정체성에 이르기까지 다양한 활동에 대해 사회가 보이는 태도이다. 모든 문화는 나름의 성적 기준이 있어 동성애에 대한 태도 역시 저마다 다르다. 어느 문화에서는 동성애가 인정되고 다른 문화에서는 배격된다. 동일한 지역의 문화일지라도 역사적으로 동성애에 대한 태도가 바뀔 수 있다.
동성애에 대한 사회적 태도에는 동성애 혐오와 같은 배척에서부터 차별금지법의 제정이나 동성 결혼의 인정과 같은 지지에 이르기까지 다양한 스펙트럼이 존재한다. 같은 사회 속에서도 개개인의 젠더, 연령, 사회적 지위나 사회 계급에 따라 동성애에 대해 서로 다른 태도를 보일 수 있다. 전 세계적의 상황을 보면 인구의 대다수가 동성애를 포용하는 곳부터 동성애를 범죄로 여기는 곳까지 다양하다. 다만 과거보다는 점차 동성애를 포용하는 태도가 확산되고 있으며 특히 종교적 영향이 약화되고 경제적으로 번영한 사회에서 포용도가 크다. 개인적 태도를 보면 젊은 세대, 여성, 진보적 정치 성향, 비종교적 가치관을 지닌 사람이 동성애에 대해 긍정적 태도를 보이고, 나이든 세대, 보수적 정치 성향, 종교적 가치관을 지닌 사람은 부정적 태도를 보이는 경향이 있다. 동성애 혐오를 보이는 사람들은 LGBT 혐오 발언, LGBT 권리 반대, 동성애에 대한 편견 등의 태도를 보인다.

## 역사
고대 시기부터 동성애는 사회 구성원의 일부로서 늘 존재해 왔다. 고대 사회의 동성애에 대한 태도는 지역마다 달랐는데 고대 그리스의 경우 동성애는 일반적인 문화 현상의 하나로 이해되었다. 스파르타의 경우 나이 든 남성과 청년 남성의 동성애는 일종의 통과 의례였고 아테나이와 같은 곳에서도 일상적으로 행해졌다. 이러한 풍습은 고대 로마의 경우도 일반적이었고 노예 제도가 발달한 고대 로마의 경우 보다 쾌락을 위한 동성애가 행하여졌다.
그러나 고대 다수의 문화가 출산을 목적으로 하는 성 행위만 옳다는 성적 기준을 가지고 있었기 때문에 이러한 문화에서 출산과 관련 없는 동성애는 배척의 대상이었다. 특히 기독교, 이슬람, 유대교와 같은 아브라함 종교는 동성애를 죄악으로 보았고 종종 공개적인 처벌을 하였다.
서양의 경우 중세를 거치며 근대에 이르기까지 동성애는 범죄로 취급되었으며 영국의 수학자 앨런 튜링은 1953년 동성애 혐의로 유죄 판결을 받은 것이 계기가 되어 스스로 목숨을 끊기도 하였다.
이슬람 세계에서 동성애는 꾸란과 순나에 의해 죄악으로 취급되었지만 위로는 칼리파에서 아래로는 하급 관리와 군인에 이르기까지 공공연한 비밀로 묵인되었다. 이슬람의 주요 네 법학파들은 동성애를 범죄로 여겼지만 그 처벌에 대해서는 서로 다른 해석을 내놓아 공개 처형에서 벌금 부과까지 처벌의 차이가 컸다.
불교의 경우 석가모니는 동성애에 대한 어떠한 입장도 내놓은 바가 없다. 이에 따라 세속의 동성애에 대해서도 별다른 판단을 하지 않았다. 다만 수행자 사이의 동성애는 많은 종파에서 계율을 깨뜨린 것으로 취급하였다.
대한민국의 경우 과거 화랑 사이에 공공연한 동성애가 이루어졌다는 견해가 있다. 고려 시대까지 비난이 크지 않던 동성애는 조선 시기 유교의 확산과 함께 배척의 대상이 되었다.
이와 같이 많은 문화에서 배척되던 동성애에 대해 보다 관용적인 태도가 확산된 것은 1970년대 이후이다. 이는 민주주의의 신장, 경제의 발전 그리고 종교의 영향력 쇠퇴가 함께 진행되면서 일어난 변화이다. 2013년 퓨 연구센터는 전세계의 동성애에 대한 태도를 조사하여 "북아메리카와 라틴아메리카, 유럽 연합에서 동성애에 대한 태도 변화가 뚜렷한 반면 이슬람 세계와 아시아, 러시아 등지에서는 동성애에 대한 거부감이 여전하다"고 보고하였다. 퓨 연구센터는 같은 보고서에서 서구권의 변화 원인을 "종교가 사람들의 삶의 중심에서 벗어났기 때문이다. 또한 이들은 세계에서 가장 부유한 국가들이기도 하다. 이와 대조적으로 빈곤한 국가는 보다 종교적이며 동성애에 대한 사회적 포용이 적다. 연령 역시 중요한 변수인데 여러 나라에서 젊을수록 동성애에 보다 관용적인 태도를 보였다. 또한 젠더 역시 영향을 주었는데 여성들이 남성에 비해 보다 동성애에 대해 포용적이다." 라고 언급하였다.

## 동성애를 해석하는 차이
오늘날 학계는 서구에서 시작된 성별과 젠더의 구분을 일반적으로 받아들이는 편이지만, 문화에 따라서는 이와는 다른 사회적 구분을 하는 경우도 있다. 예를 들어 술라웨시섬의 부기족은 이슬람을 믿지만 사회 관습은 인도의 카스트를 따르는데, 이들은 일하는 여성의 경우 남장을 하도록 하고 결혼한 여성은 남녀가 아닌 제3의 성으로 취급한다. 이 경우 기혼 여성의 다른 여성과의 사랑은 동성애로 취급되지 않는다. 뉴기니섬의 경우에도 나이든 남성이 젊은 남성을 상대로 동성애 관계를 가질 경우 이를 딱히 성별 구분에 따른 동성애로 취급하지는 않는다. 이 때문에 성별과 젠더를 구분하여 동성애를 정의하는 것이 최선의 방법인 지에 대해서 논란이 있고 동성애와 이성애를 확고한 성정체성으로 구분하는 것은 19세기 이후 유럽에서 형성된 서구적 시각이라는 비판이 있다. 그러나 주류는 동성애를 성적 정체성의 하나로 이해하는 것이고 최소 서구권의 1951년 조사에서는 4분의 3 정도의 사람들이 동성애를 "성적 관습의 패턴" 가운데 하나로 이해한다.

## 지역별 태도
1970년대 이후 학계는 동성애 및 양성애에 대한 사회 문화적 태도를 연구해 왔다. 그 결과 사람들이 각자의 처지에 따라 서로 다른 태도를 보인다는 점을 밝혔다. 예를 들어 미국에서 보다 젊은 여성은 나이든 남성에 비해 성소수자에 대해 긍정적 태도를 보인다. 정치적으로는 자유주의적인 성향에서 종교적으로는 비종교적 태도에서 교육 정도에서는 고학력자가 보다 동성애에 대해 긍정적 태도를 보인다. 또한 가까운 지인이 커밍 아웃을 한 경우가 동성애에 대해 보다 포용적이다. 이러한 사람들은 다른 소수자들에 대해서도 보다 긍정적이고 전통적 성역할을 고수하려고 하지 않는다.
여러 연구에서 이성애 여성은 동성애 남성이나 동성애 여성에 둘 다에 대해 보다 긍정적 태도를 보이는 반면 이성애 남성은 부정적 태도가 더 두드러졌고, 경우에 따라 동성애 여성에 대해 긍정적 태도를 보여도 동성애 남성에 대해서는 그렇지 않은 경향을 보였다. 1984년 헤렉은 이성애 여성의 경우 동성애에 대해 부정적이건 긍정적이건 게이나 레즈비언 어느 쪽에 대해 더 편향적인 태도를 보이지는 않았다고 보고하면서, 반면 이성애 남성의 경우 게이에 대해 더 부정적인 태도를 보인다고 밝혔다.
사회심리학자 조지 헤렉은 동성애 혐오의 기반을 이루는 심리적 동기로 AIDS에 대한 편견, 성역할에 대한 고정관념 등을 제시하였다.
한편 시간이 지날 수록 이성애자들이 동성애를 바라보는 태도는 점차 변화하여 왔다.
미국의 경우 인구 집단 사이의 차이도 있다. 아프리카계 미국인은 유럽계 미국인이나 히스패닉계 미국인 보다 동성애에 부정적이다. 그러나 버락 오바마가 대통령 재임 시절 동성애를 지지한 뒤로 상황은 역전되어 동성 결혼에 대해 아프리카계 미국인은 59%가 지지하여 60%의 히스패닉계나 50%의 유럽계와 다를 바 없는 상황이 되었다.
중동의 경우 이스라엘이 동성애에 대한 포용도가 가장 높다. 2007년 이스라엘 유대인에 대한 설문에서 대다수가 자녀가 동성애자라 하여도 평소와 같이 생활할 것이라고 응답하였다. 2013년 이스라엘의 신문 《하아레츠》는 이스라엘 주민들 가운데 아랍계나 근본주의적 성향의 하레디파 유대인들이 동성애에 대해 매우 부정적이라고 하였다. 이들을 제외하면 유대교의 여러 분파들은 과반 이상이 동성애 커플도 이성애의 경우와 같은 권리를 보장받아야 한다고 응답하였다.
동성애에 대한 태도 조사가 비교적 풍부한 것과 달리 양성애의 경우는 조사된 바가 적다. 수집된 조사 결과에서 동성애에 대한 태도와 양성애에 대한 태도는 비슷한 경향을 보인다. 양성애에 대한 긍정적 태도뿐만 아니라 멸시, 차별, 폭력과 같은 부정적 태도도 동성애자와 비슷한 정도로 나타난다.
대한민국의 경우 경제적으로 풍요롭고 특정 종교가 사회에 미치는 영향력이 크지 않으며 인구 대다수의 학력이 높은 편임에도 불구하고 동성애에 대한 포용도는 매우 낮은 편이다. 2019년 OECD의 성소수자 관련 보고서는 대한민국의 동성애 포용도가 회원국 가운데 최하위라고 밝혔다. 2021년 한국리서치의 조사에서 동성애와 양성애, 성전환 등의 성소수자를 받아들여야 한다는 응답은 40%에 불과하였다. 다만 20대 여성의 응답에서 동성애에 대한 포용도가 60%를 기록하였고 60대 이상의 남성에서 받아들여서는 안된다는 응답이 55%를 기록하여 다른 나라의 경우와 같이 젊은 세대의 여성이 보다 성소수자에 대해 포용적임을 보였다. 이념적으로는 보수, 종교적으로는 개신교 신자의 경우에서 동성애에 대한 거부감이 컸다. 이처럼 대한민국의 동성애에 대한 사회 전반적인 태도는 여전히 부정적이지만 시간의 흐름에 따라 긍정적 태도가 늘어나는 추세이다. 동성결혼 합법화에 대한 의견은 2001년 17%, 2013년 25%, 2014년 35%에서 2021년 38%로 늘었다.
대한민국과 대조적으로 일본의 경우 LGBT에 대한 심리적 거부감은 낮은 편이다. 일본의 경우도 여전히 동성애가 비하의 대상이 되는 등 차별이 존재하지만 2015년 이후 일부 지방자치단체에서 동성의 동거인을 반려자로 인정하는 조례 개정이 이루어지고 있다. 동성 결혼에 대한 법적 인정 형태는 크게 결혼 자체를 인정하는 것과 동거하는 반려인으로 인정하는 방법이 있다.
중화인민공화국의 경우 사람들이 동성애에 대한 자신의 태도를 공개적으로 밝히는 것을 꺼리지만, 사회 전반적인 태도는 부정적인 편에 가깝다. 중화인민공화국 정부는 각종 영화와 영상물에서 특히 남성 동성애자 사이의 성행위 장면을 검열한다. 이러한 분위기 때문에 중국 내에는 많은 동성애자들이 있지만 커밍 아웃은 꺼리는 분위기다. 중화인민공화국의 성소수자 권리는 개혁 개방 이전의 탄압까지는 아니어도 여전히 보호받지 못하고 있다.
태국은 동남아시아에서 성소수자에게 가장 포용적인 곳으로 알려져 있다. 이미 2013년 동성 간 결혼에 대한 합법화를 추진하였고 2018년 20세 이상의 동성 커플에 대해 시민 동반자 관계를 인정하였다. 현재 아시아에서 동성 결혼을 인정하는 곳은 태국과 중화민국이다. 한편, 인도는 2013년이 되어서야 동성애 처벌 법률을 폐지하였다.
아프리카의 여러 나라에서 동성애는 여전히 처벌받는 범죄이다. 우간다의 동성애 금지 법은 동성애자 본인 뿐만 아니라 묵인, 방조, 장소 제공 등에 대해서도 금고 형을 부과하고 있다. 카메룬 역시 2016년 동성애 처벌 법안을 강화하였다. 동성애를 금지하는 법안은 동성애에 대한 사회적 태도에 부정적 영향을 미치는 데 그치지 않고 사적인 폭력을 벌이는 사회적 배경으로 작용하기도 한다. 2022년 4월 케냐에서는 레즈비언이 별 다른 동기 없이 살해된 사건이 발생하였다. 케냐 대법원은 2019년 인권운동가들의 청원에도 불구하고 동성애 처벌 법률이 합법이라고 판결하였다.

## 국가별 동성 결혼에 대한 지지도
동성 결혼의 인정은 한 사회가 동성애를 대하는 태도의 기준점으로 작용한다. 동성 결혼이 인정되지 않을 경우 실제로는 서로 동반자로서 경제 활동과 사회 생활을 공유하는 사이라 할지라도 사회 보장에서 배제되어 불이익을 받을 수밖에 없기 때문이다. 2024년 기준 동성 결혼을 인정한 국가는 37개 국이다. 그 외의 나라에서도 시민 동반자 제도와 같이 결혼에 준하는 동거인 인정 제도를 운영하는 나라들이 있다. 국가별 동성 결혼에 대한 지지도는 아래와 같다.
| 국가                  | 조사 기관                                 | 연도      | 지지      | 반대      | 중립/무응답                            | 오차율                                   | 출처          |
| --------------------- | ----------------------------------------- | --------- | --------- | --------- | -------------------------------------- | ---------------------------------------- | ------------- |
| 안도라                | Institut d'Estudis Andorrans              | 2013      | 70% (79%) | 19% (21%) | 11%                                    |                                          | [ 46 ]        |
| 앤티가 바부다         | AmericasBarometer                         | 2017      | 12%       | –         | –                                      |                                          | [ 47 ]        |
| 아르헨티나            | Ipsos                                     | 2021      | 73% (79%) | 19% (21%) | 잘 모름 9% 일부 지지 9%                | ±4.8%                                    | [ 48 ]        |
| 아르메니아            | Pew Research Center                       | 2015      | 3% (3%)   | 96% (97%) | 1%                                     | ±3%                                      | [ 49 ] [ 50 ] |
| 오스트레일리아        | Ipsos                                     | 2021      | 62% (70%) | 27% (30%) | 일부 지지 14% 잘 모름 11%              | ±3.5%                                    | [ 48 ]        |
| 오스트리아            | Eurobarometer                             | 2019      | 66% (69%) | 30% (31%) | 4%                                     |                                          | [ 51 ]        |
| 바하마                | AmericasBarometer                         | 2015      | 11%       | –         | –                                      |                                          | [ 52 ]        |
| 벨라루스              | Pew Research Center                       | 2015      | 16% (16%) | 81% (84%) | 3%                                     | ±4%                                      | [ 49 ] [ 50 ] |
| 벨기에                | Eurobarometer                             | 2019      | 82% (83%) | 17% (17%) | 1%                                     |                                          | [ 51 ]        |
| 벨기에                | Ipsos                                     | 2021      | 72% (79%) | 19% (21%) | 12}}% 잘 모름 10%                      | ±3.5%                                    | [ 48 ]        |
| 벨리즈                | AmericasBarometer                         | 2014      | 8%        | –         | –                                      |                                          | [ 52 ]        |
| 볼리비아              | AmericasBarometer                         | 2017      | 35%       | 65%       | –                                      | ±1.0%                                    | [ 47 ]        |
| 보스니아 헤르체고비나 | Pew Research Center                       | 2015–2016 | 13% (14%) | 84% (87%) | 4%                                     | ±4%                                      | [ 49 ] [ 50 ] |
| 브라질                | Ipsos                                     | 2021      | 55% (63%) | 32% (37%) | 일부 지지 14% 잘 모름 14%              | ±3.5% [+ 도시/고학력의 경우 보다 긍정적] | [ 48 ]        |
| 불가리아              | Eurobarometer                             | 2019      | 16% (18%) | 74% (82%) | 10%                                    |                                          | [ 51 ]        |
| 캄보디아              | TNS Cambodia                              | 2015      | 55% (65%) | 30% (35%) | 15%                                    |                                          | [ 53 ]        |
| 캐나다                | Ipsos                                     | 2021      | 75% (83%) | 15% (17%) | 일부 지지 7% 잘 모름 10%               | ±3.5%                                    | [ 48 ]        |
| 칠레                  | Plaza Pública-Cadem                       | 2021      | 74%       | 24%       | 2%                                     |                                          | [ 54 ]        |
| 칠레                  | Ipsos                                     | 2021      | 65% (72%) | 25% (28%) | 일부 지지 17% 잘 모름 11%              | ±4.8% [+ 도시/고학력의 경우 보다 긍정적] | [ 48 ]        |
| 중화인민공화국        | Ipsos                                     | 2021      | 43% (52%) | 39% (48%) | 일부 지지 20% 잘 모름 18%              | ±3.5% [+ 도시/고학력의 경우 보다 긍정적] | [ 48 ]        |
| 콜롬비아              | INVAMER-POLL                              | 2022      | 48%       | 46%       | 6%                                     |                                          | [ 55 ]        |
| 코스타리카            | AmericasBarometer                         | 2017      | 35%       | 65%       | –                                      | ±1.2%                                    | [ 52 ]        |
| 크로아티아            | Eurobarometer                             | 2019      | 39% (41%) | 55% (59%) | 6%                                     |                                          | [ 51 ]        |
| 키프로스              | Eurobarometer                             | 2019      | 36% (38%) | 60% (62%) | 4%                                     |                                          | [ 51 ]        |
| 체코                  | Median agency                             | 2019      | 67%       | –         | –                                      |                                          | [ 56 ]        |
| 쿠바                  | Apretaste                                 | 2019      | 63%       | 37%       | –                                      |                                          | [ 57 ]        |
| 덴마크                | Eurobarometer                             | 2019      | 89% (92%) | 8% (8%)   | 3%                                     |                                          | [ 51 ]        |
| 도미니카 연방         | AmericasBarometer                         | 2017      | 10%       | 90%       | –                                      | ±1.1%                                    | [ 47 ]        |
| 도미니카 공화국       | AmericasBarometer                         | 2016      | 27%       | 73%       | –                                      | ±1.0%                                    | [ 47 ]        |
| 에콰도르              | AmericasBarometer                         | 2019      | 23% (31%) | 51% (69%) | 26%                                    |                                          | [ 58 ]        |
| 에콰도르              | AmericasBarometer                         | 2017      | 33%       | 67%       | –                                      | ±0.9%                                    |               |
| 엘살바도르            | Universidad Francisco Gavidia             | 2021      |           | 82.5%     | –                                      |                                          | [ 59 ]        |
| 에스토니아            | Eurobarometer                             | 2019      | 41% (45%) | 51% (55%) | 8%                                     |                                          | [ 51 ]        |
| 핀란드                | Eurobarometer                             | 2019      | 76% (78%) | 21% (22%) | 3%                                     |                                          | [ 51 ]        |
| 프랑스                | Ipsos                                     | 2021      | 59% (73%) | 22% (27%) | 일부 지지 15% 잘 모름 19%              | ±3.5%                                    | [ 48 ]        |
| 프랑스                | Eurobarometer                             | 2019      | 79% (84%) | 15% (16%) | 6%                                     |                                          | [ 51 ]        |
| 조지아                | Pew Research Center                       | 2016      | 3% (3%)   | 95% (97%) | 2%                                     |                                          | [ 49 ] [ 50 ] |
| 독일                  | Ipsos                                     | 2021      | 68% (75%) | 23% (25%) | 일부 지지 13% 잘 모름 9%               | ±3.5%                                    | [ 48 ]        |
| 독일                  | Eurobarometer                             | 2019      | 84% (88%) | 12% (12%) | 4%                                     |                                          | [ 51 ]        |
| 그리스                | Kapa Research                             | 2020      | 56% (58%) | 40% (42%) | 4%                                     | ±3%                                      | [ 60 ]        |
| 그레나다              | AmericasBarometer                         | 2017      | 12%       | 88%       | –                                      | ±1.4%                                    | [ 47 ]        |
| 과테말라              | AmericasBarometer                         | 2017      | 23%       | 77%       | –                                      | ±1.1%                                    | [ 47 ]        |
| 가이아나              | AmericasBarometer                         | 2017      | 21%       | 79%       | –                                      | ±1.3%                                    | [ 52 ]        |
| 아이티                | AmericasBarometer                         | 2017      | 5%        | 95%       | –                                      | ±0.3%                                    | [ 47 ]        |
| 온두라스              | CID Gallup                                | 2018      | 17% (18%) | 75% (82%) | 8%                                     |                                          | [ 61 ]        |
| 온두라스              | AmericasBarometer                         | 2017      | 21%       | 79%       | −                                      | ±0.8%                                    |               |
| 헝가리                | Ipsos                                     | 2021      | 46% (55%) | 38% (45%) | 일부 지지 20% 잘 모름 17%              | ±4.8%                                    | [ 48 ]        |
| 헝가리                | Eurobarometer                             | 2019      | 33% (35%) | 61% (65%) | 6%                                     |                                          | [ 51 ]        |
| 아이슬란드            | Gallup                                    | 2006      | 89%       | 11%       | –                                      |                                          | [ 62 ]        |
| 인도                  | Ipsos                                     | 2021      | 44% (58%) | 32% (42%) | 일부 지지 14% 잘 모름 25%              | ±4.8% [+ 도시/고학력의 경우 보다 긍정적] | [ 48 ]        |
| 인도                  | Mood of the Nation                        | 2019      | 24% (28%) | 62% (72%) | 14%                                    |                                          | [ 63 ] [ 64 ] |
| 아일랜드              | Eurobarometer                             | 2019      | 79% (86%) | 13% (14%) | 8%                                     |                                          | [ 51 ]        |
| 이스라엘              | Hiddush                                   | 2019      | 55%       | 45%       | –                                      | ±4.5%                                    | [ 66 ]        |
| 이탈리아 Italy        | Ipsos                                     | 2021      | 63% (68%) | 30% (32%) | 일부 지지 20% 잘 모름 7%               | ±3.5%                                    | [ 48 ]        |
| 자메이카              | AmericasBarometer                         | 2017      | 16%       | 84%       | –                                      | ±1.0%                                    | [ 47 ]        |
| 일본                  | Asahi Shimbun                             | 2021      | 65% (75%) | 22% (25%) | 13%                                    |                                          | [ 67 ]        |
| 일본                  | Ipsos                                     | 2021      | 40% (53%) | 35% (47%) | 일부 지지 29% 잘 모름 25%              | ±3.5%                                    | [ 48 ]        |
| 카자흐스탄            | Pew Research Center                       | 2016      | 7% (7%)   | 89% (93%) | 4%                                     |                                          | [ 49 ] [ 50 ] |
| 라트비아              | Eurobarometer                             | 2019      | 24% (26%) | 70% (74%) | 6%                                     |                                          | [ 51 ]        |
| 리히텐슈타인          | Liechtenstein Institut                    | 2021      | 72%       | 28%       | 0%                                     |                                          | [ 68 ]        |
| 리투아니아            | Eurobarometer                             | 2019      | 30% (32%) | 63% (68%) | 7%                                     |                                          | [ 51 ]        |
| 룩셈부르크            | Eurobarometer                             | 2019      | 85% (90%) | 9% (10%)  | 6%                                     |                                          | [ 51 ]        |
| 말레이시아            | Ipsos                                     | 2021      | 8% (10%)  | 73% (90%) | 일부 지지 8% 잘 모름 19%               | ±4.8% [+ 도시/고학력의 경우 보다 긍정적] | [ 48 ]        |
| 몰타                  | Eurobarometer                             | 2019      | 67% (73%) | 25% (27%) | 8%                                     |                                          | [ 51 ]        |
| 멕시코 Mexico         | Ipsos                                     | 2021      | 63% (73%) | 23% (27%) | 일부 지지 13% 잘 모름 14%              | ±4.8% [+ 도시/고학력의 경우 보다 긍정적] | [ 48 ]        |
| 몰도바                | Pew Research Center                       | 2015      | 5% (5%)   | 92% (95%) | 3%                                     | ±4%                                      | [ 49 ] [ 50 ] |
| 모잠비크              | Lambda                                    | 2017      | 28% (32%) | 60% (68%) | 12%                                    |                                          | [ 69 ]        |
| 네덜란드              | Eurobarometer                             | 2019      | 92%       | 8%        | 0%                                     |                                          | [ 51 ]        |
| 네덜란드              | Ipsos                                     | 2021      | 84% (90%) | 9% (10%)  | 일부 지지 6% 잘 모름 8%                | ±4.8%                                    | [ 48 ]        |
| 뉴질랜드              | Colmar Brunton                            | 2012      | 63% (66%) | 31% (33%) | 5%                                     |                                          | [ 70 ]        |
| 뉴질랜드              | Herald DigiPoll                           | 2013      | 50%?      | 48%       | 2%?                                    | ±3.6%                                    | [ 71 ]        |
| 니카라과              | AmericasBarometer                         | 2017      | 25%       | 75%       | –                                      | ±1.0%                                    | [ 47 ]        |
| 노르웨이              | Pew Research Center                       | 2017      | 72% (79%) | 19% (21%) | 9%                                     |                                          | [ 49 ] [ 50 ] |
| 파나마                | AmericasBarometer                         | 2017      | 22%       | 78%       | –                                      | ±1.1%                                    | [ 47 ]        |
| 파라과이              | AmericasBarometer                         | 2017      | 26%       | 74%       | –                                      | ±0.9%                                    | [ 47 ]        |
| 페루                  | Ipsos                                     | 2021      | 35% (41%) | 51% (59%) | 일부 지지 33% 잘 모름 14%              | ±4.8% [+ 도시/고학력의 경우 보다 긍정적] | [ 48 ]        |
| 필리핀                | SWS                                       | 2018      | 22% (26%) | 61% (73%) | 16%                                    |                                          | [ 72 ]        |
| 폴란드                | Ipsos                                     | 2021      | 29% (33%) | 60% (67%) | 일부 지지 38% 잘 모름 12%              | ±4.8%                                    | [ 48 ]        |
| 폴란드                | Eurobarometer                             | 2019      | 45% (47%) | 50% (53%) | 5%                                     |                                          | [ 51 ]        |
| 포르투갈              | Eurobarometer                             | 2019      | 74% (79%) | 20% (21%) | 6%                                     |                                          | [ 51 ]        |
| 루마니아              | ACCEPT Romania                            | 2021      | 26%       | 74%       | (another 17% support legal protection) | ±3%                                      | [ 73 ]        |
| 러시아                | Ipsos                                     | 2021      | 17% (21%) | 64% (79%) | 일부 지지 12% 잘 모름 20%              | ±4.8% [+ 도시/고학력의 경우 보다 긍정적] | [ 48 ]        |
| 러시아                | FOM                                       | 2019      | 7% (8%)   | 85% (92%) | 8%                                     | ±3.6%                                    | [ 74 ]        |
| 세인트키츠 네비스     | AmericasBarometer                         | 2017      | 9%        | 91%       | –                                      | ±1.0%                                    | [ 47 ]        |
| 세인트루시아          | AmericasBarometer                         | 2017      | 11%       | 89%       | –                                      | ±0.9%                                    | [ 47 ]        |
| 세인트빈센트 그레나딘 | AmericasBarometer                         | 2017      | 4%        | 96%       | –                                      | ±0.6%                                    | [ 47 ]        |
| 세르비아              | Pew Research Center                       | 2015      | 12% (13%) | 83% (87%) | 5%                                     | ±4%                                      | [ 49 ] [ 50 ] |
| 싱가포르              | IPS                                       | 2019      | 27% (31%) | 60% (69%) | 13%                                    |                                          | [ 75 ]        |
| 슬로바키아            | Eurobarometer                             | 2019      | 20% (22%) | 70% (78%) | 10%                                    |                                          | [ 51 ]        |
| 슬로베니아            | Eurobarometer                             | 2019      | 62% (64%) | 35% (36%) | 3%                                     |                                          | [ 51 ]        |
| 남아프리카 공화국     | HSRC                                      | 2015      | 37% (45%) | 46% (55%) | 17%                                    |                                          | [ 76 ]        |
| 남아프리카 공화국     | Ipsos                                     | 2021      | 59% (69%) | 27% (31%) | 일부 지지 12% 질 모름 14%              | ±4.8% [+ 도시/고학력의 경우 보다 긍정적] | [ 48 ]        |
| 대한민국              | Ipsos                                     | 2021      | 36% (45%) | 44% (55%) | 일부 지지 18% 잘 모름 20%              | ±4.8%                                    | [ 48 ]        |
| 스페인                | Eurobarometer                             | 2019      | 86% (91%) | 9% (9%)   | 5%                                     |                                          | [ 51 ]        |
| 스페인                | Ipsos                                     | 2021      | 76% (85%) | 13% (15%) | 일부 지지 8% 잘 모름 11%               | ±3.5%                                    | [ 48 ]        |
| 수리남                | AmericasBarometer                         | 2014      | 18%       | –         | –                                      |                                          | [ 52 ]        |
| 스웨덴                | Ipsos                                     | 2021      | 79% (86%) | 13% (14%) | 일부 지지 10% 잘 모름 8%               | ±4.8%                                    | [ 48 ]        |
| 스웨덴                | Eurobarometer                             | 2019      | 92% (94%) | 6% (6%)   | 2%                                     |                                          | [ 51 ]        |
| 스위스                | gfs-zürich                                | 2020      | 82% (83%) | 17% (17%) | 1%                                     | ±3.2%                                    | [ 77 ]        |
| 중화민국              | Department of Gender Quality (DGE)        | 2021      | 60.4%     |           |                                        |                                          | [ 78 ]        |
| 태국                  | NIDA Poll                                 | 2015      | 59% (63%) | 35% (37%) | 6%                                     |                                          | [ 79 ]        |
| 트리니다드 토바고     | AmericasBarometer                         | 2014      | 16%       | –         | –                                      |                                          | [ 52 ]        |
| 틀:나라자료 튀르크    | Ipsos                                     | 2021      | 24% (35%) | 45% (65%) | 일부 지지 20% 잘 모름 32%              | ±4.8% [+ 도시/고학력의 경우 보다 긍정적] | [ 48 ]        |
| 우크라이나            | Kyiv International Institute of Sociology | 2022      | 27% (39%) | 42% (61%) | 31%                                    | ±2.4%                                    | [ 80 ]        |
| 영국                  | Ipsos                                     | 2021      | 68% (76%) | 21% (24%) | 일부 지지 14% 잘 모름 11%              | ±3.5%                                    | [ 48 ]        |
| 영국                  | Eurobarometer                             | 2019      | 85% (88%) | 12% (12%) | 3%                                     |                                          | [ 51 ]        |
| 미국                  | Ipsos                                     | 2021      | 59% (68%) | 28% (32%) | 일부 지지 13% 잘 모름 13%              | ±3.5%                                    | [ 48 ]        |
| 미국                  | Gallup                                    | 2021      | 70% (71%) | 29% (29%) | 1%                                     | ±4%                                      | [ 81 ]        |
| 우루과이              | AmericasBarometer                         | 2017      | 75%       | 25%       | –                                      | ±1.1%                                    | [ 47 ]        |
| 베네수엘라            | AmericasBarometer                         | 2017      | 39%       | 61%       | –                                      | ±1.2%                                    | [ 47 ]        |
| 베트남                | iSEE                                      | 2014      | 34% (39%) | 53% (61%) | 13%                                    |                                          | [ 82 ]        |

## 법률
동성애에 대한 법률은 세계 각지 마다 천차만별이다. 전 세계 195개국 가운데 성인의 동성애를 불법으로 규정한 나라는 70여 개국에 이른다. 동성애를 범죄로 취급하는 법은 흔히 구약성경의 소돔에 빗대어 소도미법이라 부른다. 소도미법이 시행되는 나라는 성교 동의 연령 이상의 사람이라도 동성간 성행위는 처벌 대상이다.
동성애를 처벌하지 않는 나라에서도 동성애자에 대한 처우는 저마다 다르다. 이성애자와 같이 온전한 관계의 하나로 인정되면 동성 결혼이나 시민적 동반 관계를 인정하지만, 처벌을 하지 않을 뿐 아무런 지원을 하지 않는 나라도 있다.

## 종교
국가의 법률이 아니더라도 종교적 영향이 큰 문화에서는 종교가 동성애를 어떻게 규정하는 지가 동성애에 대한 사회적 태도에 큰 영향을 미친다. 기독교, 이슬람, 유대교와 같은 아브라함 종교는 과거 동성애를 죄악으로 여겼다. 기독교와 유대교의 일부는 이러한 신학적 관점을 버렸지만 대부분의 무슬림과 일부 기독교, 유대교는 여전히 과거의 관점을 고수하고 있다.
힌두교, 자이나교, 불교, 시크교 등의 인도계 종교들은 동성애에 대한 공식적인 교리가 없어 아브라함 종교에 비해 관용적이긴 하지만 여전히 불결하다는 인식을 가지고 있다.
동아시아의 유교나 도교 등도 동성애를 비인간적 행위로 간주한다.

## 동성애 혐오

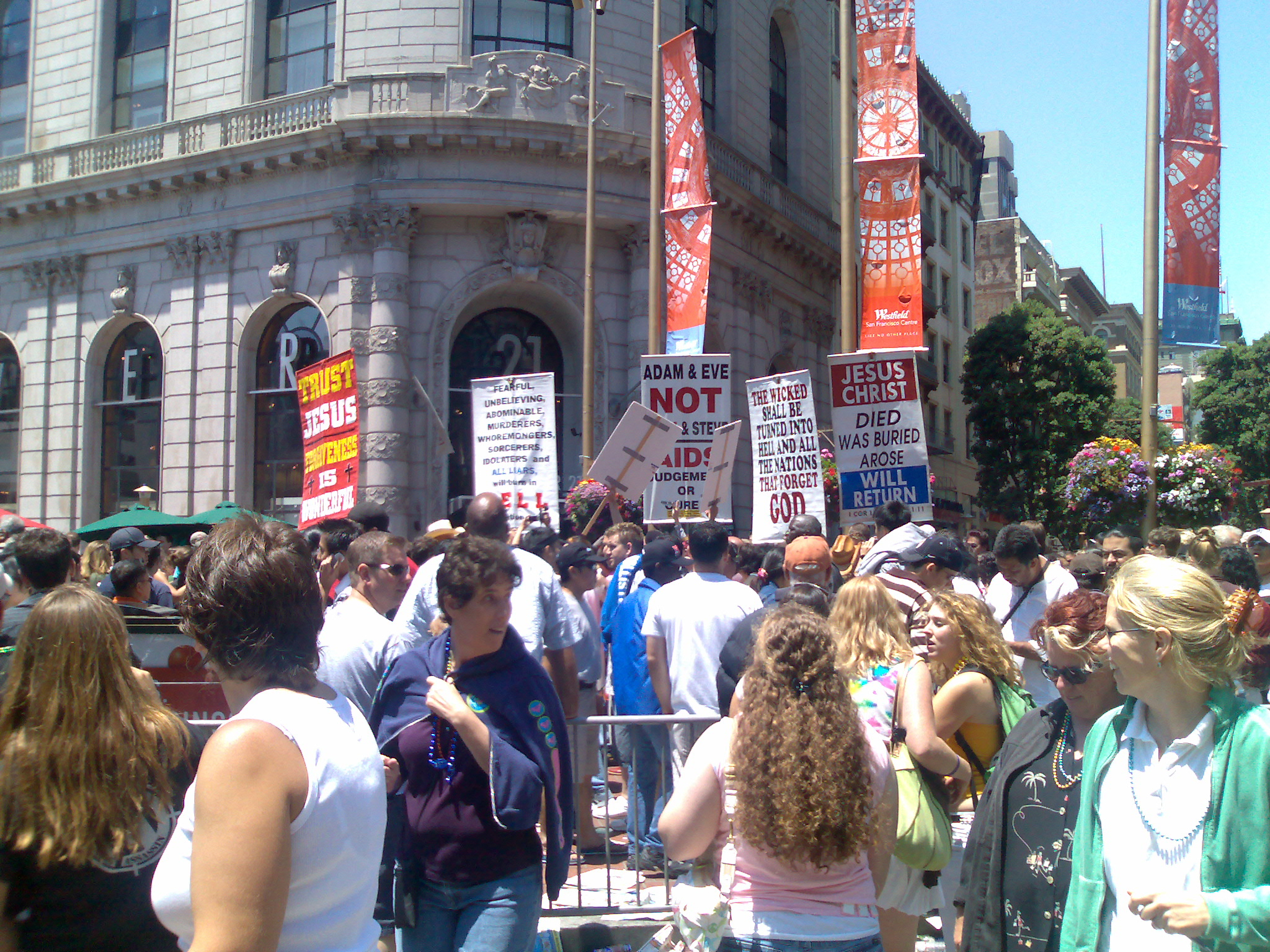
2006년 미국 샌프란시스코의 게이 프라우드 행사에서 동성애 반대를 주장하는 시위자들

동성애 혐오는 개인적 혐오감의 표현 뿐만 아니라 집단적 행동으로 표출되기도 한다. 이들은 퀴어축제와 같은 행사에서 반대 시위를 하거나 차별금지법과 같은 법률에 반발한다.
동성애 혐오는 종종 AIDS와 같은 특정 질병의 원인을 동성애로 호도하는 등 사실과 다른 주장을 하거나 성소수자의 성정체성을 부정하고 교정강간과 같은 폭력을 행사하기도 한다.
집단적 행동이나 직접적인 폭력이 아니더라도 동성애자를 비하하는 언사를 하는 경우도 많다.

## 같이 보기
- 양성애자 혐오
- 이성애적 성차별
- 성소수자 편견